# Myristica inutilis
Espèce
Synonymes
- Palala inutilis Kuntze[2]

Myristica inutilis est une espèce de plantes de la famille des Myristicaceae.

## Publication originale
- United States Exploring Expedition 1: 34.